# La Cigarette
Pour les articles homonymes, voir Cigarette (homonymie).
Pour plus de détails, voir Fiche technique et Distribution.
La Cigarette est un film muet français réalisé par Germaine Dulac, sorti en 1919.

## Synopsis
M. et Mme Guérande s'aiment. Mais, lorsque M. Guérande voit sa jeune épouse prendre des leçons de golf avec un playboy, il se rend compte de la grande différence d'âge qu'il y a entre lui et sa femme. Il décide alors, pour la libérer, de se suicider, mais en laissant une place au hasard : il a empoisonné une des cigarettes qu'il a sur son bureau.

## Fiche technique
- Titre original : La Cigarette
- Réalisation : Germaine Dulac
- Scénario : Jacques de Baroncelli
- Photographie : Louis Chaix
- Costumes : Jeanne Margaine-Lacroix
- Société de production : Le Film d'art
- Société de distribution : Agence générale cinématographique
- Pays de production :  France
- Langue : film muet avec les intertitres  en français
- Format : Noir et blanc — 35 mm — 1,37:1 — Muet
- Métrage : 1 400 mètres
- Genre : Film dramatique
- Durée : 51 minutes
- Dates de sortie :
  - France :  : 10 octobre 1919

## Distribution
- Andrée Brabant : Denise Guérande
- Gabriel Signoret : Pierre Guérande
- Jules Raucourt : Maurice Herbert
- Genevieve Williams : L'amie